# Flughafen Annecy

i7
i11
i13
Der Flughafen Annecy Haute-Savoie Mont Blanc (IATA-Code: NCY, ICAO-Code: LFLP) liegt im Département Haute-Savoie in Frankreich. Am Flughafen beheimatet ist der Aéroclub de Haute Savoie und die Hubschraubercharterfirma Héli-Alpes.